# Gebiete um Frickenhausen, Linsenhofen und Tischardt
Das Landschaftsschutzgebiet Gebiete um Frickenhausen, Linsenhofen und Tischardt (4 Teilgebiete) ist ein mit Verordnung des Landratsamts Esslingen vom 2. März 1982 ausgewiesenes Landschaftsschutzgebiet im Gebiet des Landkreises Esslingen in Baden-Württemberg.

## Lage
Das 356 Hektar große Gebiet besteht aus vier Teilen und umfasst im Wesentlichen die Streuobstwiesen rund um die Frickenhäuser Teilorte Tischardt und Linsenhofen sowie östlich von Frickenhausen. Westlich der Steinach sind die Täler von Sallenbach, Lenghartbach und Krummbach geschützt. Das Landschaftsschutzgebiet gehört zum Naturraum 101-Mittleres Albvorland innerhalb der Haupteinheit 10-Schwäbisches Keuper-Lias-Land.

## Schutzzweck
Wesentlicher Schutzzweck ist die Sicherung und langfristige Erhaltung der ökologisch hochwertigen Gebiete (Talauen, exponierte Hanglagen, Streuobstbereiche) auf dem Gebiet der Gemeinde Frickenhausen sowie die Funktion dieser Bereiche als Naherholungsraum für die Allgemeinheit.